# Remilly-Aillicourt

Remilly-Aillicourt este o comună în departamentul Ardennes din nordul Franței. În 1 ianuarie 2022 avea o populație de 762 de locuitori.